# Promate
Promate — тайваньская компания, занимающаяся разработкой, проектировкой и производством электроники. Обладает диверсифицированным портфелем продуктов. Имеет 17 производственных линий, на которых выпускает периферийные устройства для ПК и ноутбуков, сертифицированные MFi продукты, аксессуары для мобильных устройств и смартфонов, USB-товары, зарядные адаптеры, аудиоустройства, цифровые гаджеты, светодиодные лампы и фотоаксессуары. Штаб-квартира находится в Шэньчжэнь (Китай). Есть представительства в США, Великобритании, Европе, на Ближнем Востоке, в Юго-Восточной Азии, Украине и Северной Африке.

## История
Promate Technologies была основана в Тайбэе (Тайвань) в начале 2001 года, как детище группы лидеров отрасли ASUS, Foxconn и Pegatron. Позже компания переместила свою штаб-квартиру в Шэньчжэнь (Китай) и наладила крупномасштабные производственные мощности.
В 2006 году Promate открыла свой первый зарубежный филиал в Дубае (ОАЭ) для удовлетворения быстро растущего спроса в регионе Ближнего Востока и Африки.
Офис расположен в зоне свободной торговли Джабаль-Али. Имеет складские помещения площадью 5000 м² и штат сотрудников в 130 человек. Филиал покрывает потребности более 45 рынков в регионе МЕА.
В 2008 году Promate стал сертифицированным Apple MFi брендом, со специальным центром исследований и разработок в Шэньчжэне (Китай).
В 2010 году Promate открыла филиал в Маниле (Филиппины) для расширения рынков сбыта в регионе Юго-Восточной Азии.
В 2013 году Promate открыла филиал в Лондоне (Великобритания).
В 2014 году, в связи со стремительным ростом спроса, был открыт филиал в Киеве (Украина), который покрывает потребности восточноевропейского региона.

## Продукция
Ассортиментный ряд насчитывает более тысячи товарных единиц. Ключевые товарные группы:
- Портативные аудиосистемы и микрофоны[8][9][10]
- Наушники и гарнитуры[11][12]
- Универсальные мобильные батареи[13][14][15][16]
- Зарядные устройства[17]
- Кабели и хабы[18]
- Автомобильные аксессуары[19][20][21]
- Подставки для ноутбуков и смартфонов[22]
- Периферийные устройства
- LED лампы
- Фото аксессуары
- Сумки и рюкзаки[23]
- Чехлы и ремешки для мобильных устройств

## Деятельность
Продукция Promate продаётся более чем в 150 странах мира через каналы оффлайн сбыта, розничной торговли и электронной коммерции.

## Награды и признание
Компания Promate Technologies получила ряд наград за дизайн, инновационность и технологичность:
- iF Product Design Award, в 2014—2018 гг. (5 наград)[28]
- CES Best Innovation Award, в 2015 г.
- Japan RedDot Award, в 2017 г.
- Retail Brand of year Award, в 2015 г.
- Taiwan Excellence Awards, в 2006—2014 гг. (7 наград)
- Distree EMEA Diamond Awards, в 2018 г.[29]
- DISTREE Middle East Awards, в 2017 г. — «Лучший дизайн»[30]
- EMEA Channel Academy Award, в 2014 г. — номинант «Продавец года»[31]
- CES Innovation Awards Honorees, в 2018 г.
- Good Design Award (Japan), в 2013 г. — «Лучшее устройство связи»[32]
- Computex D&I Awards, в 2013 г.[33][34]
- Taiwan Excellence Awards, в 2009 г.
- Business Channel Awards, в 2012 г.
- Brand of year Award, в 2016 г.[35]
- Business Channel Awards, в 2009 г.[36]